# José Mentor
José Mentor Guilherme de Melo Netto (Santa Isabel, 30 de setembro de 1948 — São Paulo, 25 de julho de 2020) foi um advogado e político brasileiro, filiado ao Partido dos Trabalhadores (PT). Era irmão do também político Antonio Mentor. Foi casado com Maria das Graças, teve 3 filhos, Andrea, Daniel e Renata e 3 netos, Tainá, Sophia e Igor.

## Biografia
Filho de Assis Mentor Couto de Mello e de Encarnação Mentor Couto Mello.

### O movimento estudantil
José Mentor, ainda jovem estudante de Direito, engajou-se na política estudantil, ajudando a construir o "Centro Acadêmico 22 de Agosto", o DCE-Livre da Pontifícia Universidade Católica de São Paulo (PUC-SP), e a reconstruir a União Estadual dos Estudantes (UEE-SP) e a União Nacional dos Estudantes (UNE), durante o regime militar, época em que as entidades estudantis foram banidas e passaram a se organizar clandestinamente.
Por ter participado do histórico Congresso de Ibiúna (SP), em 1968, foi preso e levado com centenas de estudantes para o Batalhão de Polícia da Av. Tiradentes. Posteriormente, ficou detido no DOPS (do qual seu pai, Assis Mentor, era também delegado) com um grupo de 17 lideranças, passando a responder em liberdade a processo criminal por "participar da organização de entidade extinta", enquadrado na Lei de Segurança Nacional. Novamente preso, em janeiro de 1969, por suas atividades no movimento estudantil em oposição ao regime, foi condenado a seis meses de prisão e a mais dois meses em prisão domiciliar.

### O Jurídico 22 de agosto
Após sua graduação em Direito pela PUC-SP, em 1971, José Mentor passou a atuar como advogado em prol da democratização do país e de melhores condições de vida para a população carente. Em 1977, reconstruiu com outros advogados o Departamento Jurídico "22 de Agosto", atual CEATS - Centro de Estudos e Atividades Sociais, com o fim de assessorar juridicamente as comunidades, associações e movimentos sociais da periferia de São Paulo, passando a apoiar, nesse mesmo ano, as famílias de Vila Heliópolis, que buscavam o direito à moradia.
Nessa época, José Mentor iniciou sua atividade político-partidária, afiliando-se, em 1977, ao antigo MDB, onde permaneceu até 1979, tendo sido um dos seus candidatos populares a deputado federal, em 1978.
Em 1979, como coordenador geral do Departamento Jurídico "22 de Agosto", mantendo grupos de advogados estagiários em plantão jurídico voluntário em todas as regiões da periferia, em salas cedidas pela Igreja Católica, organizou os moradores de 36 loteamentos clandestinos, que mobilizaram mais de 3000 pessoas de todas as regiões da cidade, em 60 ônibus, para pressionar pela primeira vez a Prefeitura de São Paulo com uma manifestação e com propostas para a regularização de lotes. O então prefeito Olavo Setúbal, após quinze dias, editou um decreto reconhecendo os loteamentos e aceitando a maior parte das propostas.
Em outubro do mesmo ano, com a mobilização de mais de 5000 pessoas, de 110 loteamentos, o movimento voltou à prefeitura para cobrar do novo prefeito, Reinaldo de Barros, a aplicação do decreto.
No período de 1977 a 1981, Mentor foi membro da Comissão Arquidiocesana dos Direitos Humanos e Marginalizados de São Paulo.

### Criação do PT e a política partidária
Ainda em 1979, iniciou-se o movimento para a criação do Partido dos Trabalhadores (PT), do qual José Mentor participou, junto com diversas lideranças, organizando os movimentos sociais e assessorando juridicamente a nova sigla. Foi secretário de Assuntos Institucionais, presidente do Diretório Zonal/Saúde (1981-1983) e exerceu, em várias gestões, diversos cargos de direção nos diretórios Municipal e Regional do PT de São Paulo.
Em 1989, assumiu como deputado estadual constituinte pelo PT, tornando-se líder da bancada na Assembleia Legislativa, entre 1990 e 1991. Na Assembleia Constituinte, foi relator da Comissão que tratou do Poder Judiciário, dedicando-se também às questões urbanas e do acesso à Justiça através da Defensoria Pública, entre outras, sendo reconhecido pela imprensa como um dos quatro melhores parlamentares constituintes. Embora trabalhando em ritmo intenso nesse período, acumulando as funções legislativas ordinárias e constituintes, não deixou de atender, nos momentos de maior necessidade, o movimento de Heliópolis, o movimento sindical e também no Jurídico "22 de Agosto"/CEATS.
A partir de 1992, José Mentor candidatou-se à Câmara Municipal de São Paulo, elegendo-se vereador para três mandatos consecutivos (1993-1996, 1997-2000 e 2001-2003), dedicados aos movimentos sociais, à valorização da cidadania, à construção partidária e à fiscalização do executivo. Foi membro da Comissão de Constituição e Justiça da Câmara (1993-1998), líder da bancada do PT (1995-1996), membro do Diretório Nacional do PT (1997-1999), sendo também eleito presidente da Comissão de Finanças e Orçamento da Câmara.
Como presidente da Comissão de Finanças e Orçamento (CFO) da Câmara de São Paulo, em 1999, idealizou e propôs um seminário de alto nível sobre a Lei de Diretrizes Orçamentárias (LDO), com a participação de vereadores de São Paulo e de várias outras cidades, de professores e especialistas das áreas do Direito e Economia, integrantes do Tribunal de Contas do Município de São Paulo e técnicos. Dessa e de outras iniciativas, resultou a aprovação de uma alteração na LDO tornando obrigatória a realização de audiências públicas regionais para discutir o orçamento com a sociedade. E, em 2000, 14 audiências públicas regionais foram realizadas, pela primeira vez na história do legislativo brasileiro, em vários bairros das 5 regiões de São Paulo, com a participação de mais de 2000 pessoas, 280 entidades, comunidades e movimentos sociais, nas quais o orçamento proposto pelo Executivo foi discutido, fazendo refletir-se em modificações no orçamento do município. Apesar disso, o governo municipal e seus aliados derrotaram por duas vezes o relatório aprovado pela CFO, desrespeitando a vontade da população, embora as bases para a democratização das discussões do orçamento municipal já estivessem lançadas.
Em 2001, tomou posse para seu terceiro mandato, simultaneamente com a posse de Marta Suplicy como prefeita de São Paulo, que o escolheu como líder do governo na Câmara Municipal, cuja atuação foi fundamental para a governabilidade e a aprovação dos projetos do Executivo, que transformaram a cidade e beneficiaram toda a população. Propondo, debatendo, articulando, o líder do governo conseguiu aprovar 83 projetos de lei, uma verdadeira revolução na administração pública e na vida dos cidadãos. Entre os principais estão: - Bilhete Único, que facilitou e barateou a vida de milhões de paulistanos; - Interligado, reestruturando a malha de linhas de ônibus urbanos, tornando-a mais ágil, inteligente e econômica; - Banco do Povo, com empréstimos a juros baixos para a população; - Começar de Novo, para capacitação profissional e bolsa mensal a pessoas com mais de 40 anos de idade; - Bolsa Trabalho, facilitando o acesso dos jovens ao primeiro emprego; - Renda Mínima, beneficiando 200 mil famílias; - IPTU progressivo, isentando 900 mil cidadãos; - Regularização de áreas, com 40 mil títulos de moradia, regularização de 69 loteamentos com 50 mil famílias, entrega de 28 mil unidades habitacionais, 51 mil escrituras para mutuários da COHAB, urbanização de 36 favelas com 63 mil famílias ; - Plano Diretor, projeto para reorganizar a cidade de forma mais humana, leis de zoneamento, uso e ocupação do solo e projetos das subprefeituras e bairros.

### Eleito deputado Federal
Quando Lula se elegeu Presidente da República, em 2002, José Mentor foi eleito deputado federal por São Paulo (2003-2007), compondo a base de sustentação do governo.
Reconhecido por seus pares e por seus eleitores como um parlamentar sério, paciente, que conduz seu trabalho com equilíbrio e discrição, José Mentor é sempre lembrado para tarefas delicadas, difíceis e passíveis de pressão tanto da imprensa quanto dos envolvidos na questão. Dessa forma, em seu primeiro mandato como deputado federal, foi indicado para a relatoria da CPMI da evasão de divisas, mais conhecida como CPI do Banestado, para relator-adjunto da Comissão da Reforma Tributária e para membro da Comissão da Reforma do Judiciário.
Em São Paulo, seu irmão Antonio Mentor deslancha na carreira política, sendo eleito deputado estadual em 2002 e reeleito em 2006.

### CPI do Banestado
A CPI do Banestado, chamada no Congresso Nacional de "CPI das CPIs", dado seu caráter sabidamente autoexplosivo, reuniu interesses parlamentares diversos. Havia os que queriam uma investigação séria e construtiva; alguns buscavam promoção pessoal e projeção na mídia, e outros precisavam proteger interesses próprios, de amigos, de seu partido e aliados. Como relator, Mentor buscou executar um plano de trabalho previamente apresentado que visava aprofundar as informações sobre práticas de evasão já conhecidas e identificar as novas, conhecer os meios e sistemas utilizados, seus executores e beneficiários finais, localizar os recursos e tentar repatriá-los, apresentar sugestões aos órgãos envolvidos na fiscalização e no combate ao crime, bem como propostas legislativas. Foi uma CPI que não teve maioria, nem no governo, nem na base aliada e nem mesmo no PT. Em quase dois anos, o voto foi disputado em uma única votação, com o relator sendo derrotado!
Foram analisadas a legislação cambial e das remessas para o exterior. Inicialmente, foram verificadas as autorizações especiais concedidas pelo Banco Central (BC) em Foz do Iguaçu que resultaram na evasão de US$ 32 bilhões, através de contas CC-5. Ficou clara a desarticulação entre os vários órgãos do Estado responsáveis pela normatização, fiscalização, acompanhamento, investigação e repressão dos crimes de colarinho branco e organizações criminosas, e as consequências nocivas que isso gerava, fato levado ao conhecimento do Ministério da Justiça, propiciando o desenvolvimento da proposta de reunir todos os órgãos do Estado na ENCCLA - Estratégia Nacional de Combate à Lavagem, em dezembro de 2003, tornada permanente, com efeitos positivos no combate ao crime organizado até os dias atuais. Foi também constituído um fórum informal que agregou representantes do Ministério Público Federal, através do Procurador Geral da República, do Ministério da Justiça, através da Secretaria Nacional de Justiça e da Polícia Federal, e posteriormente, do Ministério da Fazenda, com a Receita Federal, que facilitou a articulação da CPI com o Ministério Público de Nova York, permitindo obter, pela primeira vez e legalmente, sigilos bancários de brasileiros na Beacon Hill, instituição financeira considerada ilegal nos Estados Unidos, onde pessoas físicas e jurídicas, bancos, financeiras, casas de câmbio e doleiros possuíam contas e subcontas, e realizavam suas operações, quase todas ilegais.
A transferência rápida dos sigilos bancários obtidos pela CPI para autoridades e órgãos brasileiros - mais uma inovação - permitiu que Polícia, Receita e Ministério Público federais pudessem iniciar suas investigações, simultaneamente com a CPI, sem que fosse necessária a conclusão de seus trabalhos, como ocorreu.

### Morte
Morreu em 25 de julho de 2020, aos 71 anos, de COVID-19.

## Envolvimento em casos de corrupção

### Mensalão
José Mentor viu-se envolvido em 2005 com o escândalo do mensalão e foi submetido a processo pelo Conselho de Ética e Decoro Parlamentar da Câmara dos Deputados, em 17 de outubro de 2005.[carece de fontes?]
Segundo a CPI dos Correios, o deputado José Mentor, por intermédio de seu escritório de advocacia, recebeu  R$ 120 mil da empresa 2S Participações do empresário Marcos Valério. O parlamentar alega que o pagamento foi feito pelo Escritório Tolentino, Melo e Associados por conta da elaboração de pareceres jurídicos por parte da banca de advocacia da qual é sócio.
A CPI conseguiu localizar o cheque nº 830091, do Banco do Brasil, agência nº 0643 – Tamoios, Belo Horizonte, de titularidade da 2S Participações Ltda., no valor de 60 mil reais, emitido no dia 27 de julho de 2004, o qual foi  depositado na conta bancária do escritório de Mentor.
Mentor disse que o pagamento foi feito na verdade pelo Escritório Tolentino, Melo e Associados, por serviços de pareceres jurídicos. O  Escritório Tolentino, Melo e Associados está ligado à empresa 2S Participações e prestava serviços para Marcos Valério. Segundo a CPI, Mentor não esclareceu a matéria jurídica referente aos serviços prestados.[carece de fontes?]
Fernanda Karina Somaggio, ex-secretária do empresário Marcos Valério (suspeito de operar o mensalão), disponibilizou sua agenda para a CPI dos Correios.[carece de fontes?]
Na agenda de Karina consta  uma reunião do Deputado José Mentor com o empresário Marcos Valério, ocorrida em 3 de outubro de 2003. Em depoimento para a Polícia Federal, Karina dissse: "que de fato, o Sr. Marcos Valério, por diversas vezes telefonava ao deputado José Mentor, relator da CPI do Banestado e, sempre que isso acontecia, logo em seguida, Marcos Valério ligava para o Sr. José Augusto Dummont, então, presidente do Banco Rural, acreditando com isto que Marcos Valério possa ter intercedido para que aquele banco não fosse incluído nas apurações do denominado caso Banestado; que por várias vezes o Sr. José Augusto Dummont compareceu à Empresa SMP&B Comunicação LTDA, para se encontrar com Marcos Valério, como também o Banco Rural foi sede de várias reuniões entre Marcos Valério com o Presidente do Banco Rural, com Dr. Rogério Tolentino, este advogado da Empresa SMPB Comunicação LTDA".[carece de fontes?]
De acordo com a secretária, Mentor e o tesoureiro do PT Delúbio Soares eram os principais contatos do dono do Banco Rural. Karina disse que destruiu 25 pastas com documentos da empresa de publicidade SMP&B, depois que Mentor telefonou a Marcos Valério no período em que corria a CPI do Banestado.[carece de fontes?]
Na época em que recebeu os cheques da 2S Participações, José Mentor era relator da CPI do Banestado, instaurada para investigar a evasão de divisas e lavagem de dinheiro. Entre as instituições financeiras sob investigação estava o Banco Rural. Em seu relatório para a CPI, Mentor não analisou os dados referentes aos sigilos quebrados do Banco Rural, nem mencionou os fortes indícios de relacionamento entre o doleiro Haroldo Bicalho, Marcos Valério e o Banco Rural.[carece de fontes?]
Mentor disse que manteve alguns encontros com Marcos Valério parar tratar de assuntos relacionados às campanhas eleitorais de cidades do interior de São Paulo. Mentor disse que nunca tratou assuntos relacionados à CPI do Banestado com Marcos Valério.[carece de fontes?]

### Petrolão
José Mentor teve seu nome envolvido no esquema de corrupção da Petrobras, nos depoimentos da delação premiada do doleiro Alberto Youssef. O nome de José Mentor também consta na lista oficial dos investigados, conhecido como a "lista de Janot".